# Симкин, Геннадий Николаевич
Геннадий Николаевич Симкин (1 августа 1935, Москва — 12 мая 2014, Москва) — советский и российский учёный, биолог и орнитолог, териолог, доктор биологических наук (1977). Являлся научным руководителем Лаборатории орнитологии Московского Государственного Университета.

## Биография
Родился в 1 августа 1935 года в Москве. В 1958 году окончил Биологический факультет МГУ. Экспедиционные и полевые работы, в которых в 1956—1992 годах участвовал Симкин, охватили почти всю территорию СССР. В 1977 году защитил докторскую диссертацию «Акустическая ориентация и общение млекопитающих». Организатор экспериментальной работы. Участник проектов по биологии и экологии, в том числе в рамках СЭВ и под патронажем МГУ, член научных организаций. Научный руководитель 3 докторских и 15 кандидатских диссертаций. Автор концепции этосферы, под которой он понимал стадию развития человечества следующую за ноосферой. Академик Российской Академии Естественных Наук.
Умер в 2014 году. Прах захоронен в колумбарии на Донском кладбище.

## Публикации
Автор 205 научных работ, в том числе:
- Симкин Г. Н., Ильичёв В. Д. Географическая изменчивость голоса животных как экологическая и эволюционная проблема // Зоологический журнал : Журнал. — 1965. — Т. 43, № 4. — С. 483—493. — ISSN 0044-5134.

- Симкин Г. Н. Биогеоценозы таежного леса. — М.: Изд-во МГУ, 1974. — 176 с.

- Симкин Г. Н. Певчие птицы. Справочное пособие. — Москва: Лесная промышленность, 1990. — 399 с. — 63 000 экз.

- Симкин Г. Н. Рождение этосферы // Вопросы философии : Журнал. — 1992. — № 3. — С. 95—103. — ISSN 0044-5134.
- Симкин Г. Н. Системные экологические кризисы и катастрофы // Бюллетень Московского общества испытателей природы : Журнал. — 1995. — Т. 100, № 1. — С. 3—18. — ISSN 0027-1403. Архивировано 23 июня 2017 года.